# 乌丸节子
乌丸节子（日语：烏丸 せつこ，Setsuko Karasuma，1955年2月3日—） 是一位日本女演员兼模特，出生于日本滋贺县大津市。她曾就读中京大学，但中途退學。她受雇于ティー・アーティスト。乌丸节子于1980年首次以歌乐女郎身份登场，迅速进入了凹版偶像界。